# José Varela Ortega
José Varela Ortega (Madrid, 1944) es un historiador español.

## Biografía
Nacido en Madrid en 1944, es hijo de Soledad Ortega Spottorno y del arquitecto institucionista José Varela Feijoo; es nieto del filósofo José Ortega y Gasset.
Es catedrático de Historia Contemporánea de la Universidad Rey Juan Carlos y director del Instituto Universitario Ortega y Gasset.
Es presidente de la Fundación José Ortega y Gasset, donde ha presidido también diversos consejos consultivos y dirigido publicaciones en el área de su especialidad. Sucedió a su madre en el cargo de presidente de la fundación y en el de director de la Revista de Occidente, fundada por su abuelo. Desde 2002 al 2005 ocupó el cargo de director del Colegio de España en París.

## Obras
Autor
- — (1977). Los amigos políticos. Partidos, elecciones y caciquismo en la Restauración (1875-1900). Madrid: Alianza. (reeditado en 2001 por Marcial Pons Historia y el Centro de Estudios Políticos y Constitucionales)[3]
- — (2001). Contra la violencia. A propósito del nacional-socialismo alemán y del vasco. Alegia: Hiria.[4]
- — (2004). Una paradoja histórica: Hitler, Stalin, Roosevelt y algunas consecuencias para España de la Segunda Guerra Mundial. Biblioteca Nueva.[5]
- — (2013). Los señores del poder y la democracia en España. (prólogo de Shlomo Ben-Ami). Madrid: Galaxia Gutenberg.[6]
- — (2019). España. Un relato de grandeza y odio. Madrid: Espasa.[7]

Coautor
- —; Luis Medina Peña (2000). Elecciones, alternancia y democracia. España-México, una reflexión comparativa. Madrid: Biblioteca Nueva. [8]

Director
- El poder de la influencia: geografía del caciquismo en España (1875-1923). Madrid: Marcial Pons Historia y Centro de Estudios Políticos y Constitucionales. 2001.[9]